# Joseph Cramer
Joseph Hubert Cramer (Wageningen, 29 februari 1844 – Bad Elster, 31 augustus 1899) was een Nederlands violist.

## Achtergrond
Joseph Hubert Neujean werd op 2 maart 1844 door de vroedvrouw aangegeven als zoon van Josephina Neujean, dochter van de belastingontvanger Joseph Hubert Neujean. Zij trad december 1844 in het huwelijk met de dan ex-officier van gezondheid Jan Andries Cramer, zoon van chirurgijn Jan Jacob Cramer. Cramer erkende het kind tijdens het huwelijk. Joseph Hubert is op 7 Augustus 1878 te Naarden getrouwd met Bertha Ernestine Sibilla Nolthenius, zuster van muziekcriticus Hugo Nolthenius. Vanwege een geringe ziekte waren hij en zijn vrouw naar Bad Elster getrokken, waar hij opknapte van vermoeidheid en een verkoudheid, maar waar hij ook plotseling overleed aan longontsteking. Hij werd in eerste instantie begraven in Bad Elster, maar in maart 1901 herbegraven op de Algemene Begraafplaats te Bussum, de woonplaats van zijn vrouw. In december 1901 werd daar een gedenkteken bijgeplaatst, een zuil met het opschrift van zijn naam, geboorte- en overlijdensdatum, een gebeeldhouwde muze van het snarenspel en een palmtak in een ontwerp van Mendes da Costa. Daniel de Lange schreef de necrologie in Het nieuws van den dag (4 september 1899) en sprak de rede bij de plaatsing van het gedenkteken. 

## Muziek
Hij kreeg zijn muziekopleiding al vanaf zijn vroege jeugd van de heren Rode, Gravenstein en Laudenbach, die toen speelden in de kapel van de Fransche Tuin in Amsterdam. Van 1853 tot 1856 had hij lessen van Johannes van Bree, eveneens te Amsterdam. Reeds op twaalfjarige leeftijd maakte hij zijn debuut tijdens een concert, hij speelde er Vioolconcert nr. 8 van Louis Spohr en de Fantaisie-caprice van Henri Vieuxtemps in Felix Meritis. Hij trok vervolgens Nederland in. Vanaf 1856 ging hij in Brussel studeren bij Hubert Léonard en speelde op concerten van bijvoorbeeld Association des artiestes musiciens en in de Salle du Vauxhall. Hij rondde zijn studie echter af in Leipzig bij Ferdinand David, een leerling van Spohr. In Leipzig concerteerde hij ook met het Gewandhausorchester. Hij trok naar Weimar en werd daar onderdeel van de vriendenkring rond Franz Liszt met wie hij ook af en toe speelde tot aan het hof van Weimar aan toe. Van 1861 tot 1864 verbleef hij in Groningen om er kamermusicus en concertmeester/soloviolist te worden. Na die tijd trok hij weer naar Amsterdam, alwaar hij speelde met C.P.Holkamp  en Henri Viotta, destijds cellist. Toen in 1865 het Paleisorkest (huisorkest van het Paleis voor Volksvlijt) werd opgericht, vroeg men hem als soloviolist. Hij accepteerde die functie, maar speelde ook in het strijkkwartet van Frans Coenen. Hij volgde diezelfde Coenen op als violist in het orkest van Maatschappij Caecilia. Viotta noemde hem in zijn Lexicon der Toonkunst van 1881 een der beste violisten, mede nadat Cramer een aantal optredens had verzorgd in Frankrijk. Bij de oprichting van het Amsterdams Conservatorium, waarbij hij ook betrokken was, werd hij benoemd tot hoofdleraar viool. Naast die functie bekleedde hij ook de functie van orkestmeester bij de Wagnervereniging en in die hoedanigheid speelde hij ook in het orkest van de Bayreuther Festspiele. Hij was voorts een van de weinige concertmeesters van de Amsterdamsche Orkest Vereniging, waaruit na korte tijd het Concertgebouworkest zou ontstaan.
Van zijn hand verscheen de compositie Liebesrauch, verdere werken zijn niet bekend.   
- Biografisch Portaal: 37634242
- Digitale Bibliotheek voor de Nederlandse Letteren: cram013
- Gemeinsame Normdatei: 1196926387
- International Standard Name Identifier: 0000 0003 9671 1749
- Nederlandse Thesaurus van Auteursnamen: 069995893
- Virtual International Authority File: 291720806
- WorldCat: E39PBJkxGCxVQpxTdkfwkWJCcP